# Saison 2020-2021 de Manchester United
Maillots
Chronologie
Saison précédente Saison suivante
La saison 2020-2021 du Manchester United Football Club est la 29e saison du club en Premier League et la 46e saison consécutive dans la première division anglaise.

## Avant-Saison
Le club mancunien dispute un seul match amical face à Aston Villa.

## Transferts

### Transferts estivaux
| Nom                       | Nationalité | Poste     | Transfert                  | Provenance/Destination | Division         |
| ------------------------- | ----------- | --------- | -------------------------- | ---------------------- | ---------------- |
| Arrivées                  |             |           |                            |                        |                  |
| Donny van de Beek         | Pays-Bas    | Milieu    | Transfert (39 M€) (5 ans)  | Ajax Amsterdam         | Eredivisie       |
| Alex Telles               | Brésil      | Défenseur | Transfert (15 M€) (4 ans)  | FC Porto               | Primeira Liga    |
| Facundo Pellistri         | Uruguay     | Attaquant | Transfert (8.5 M€) (5 ans) | CA Peñarol             | Primera División |
| Edinson Cavani            | Uruguay     | Attaquant | Transfert libre (1 an)     | Paris Saint-Germain    | Ligue 1          |
| Marcos Rojo               | Argentine   | Défenseur | Retour de prêt             | Estudiantes            | Primera División |
| Chris Smalling            | Angleterre  | Défenseur | Retour de prêt             | AS Rome                | Serie A          |
| Dean Henderson            | Angleterre  | Gardien   | Retour de prêt             | Sheffield United       | Premier League   |
| Départs                   |             |           |                            |                        |                  |
| Chris Smalling            | Angleterre  | Défenseur | Transfert (15 M€) (3 ans)  | AS Rome                | Serie A          |
| Alexis Sánchez            | Chili       | Attaquant | Transfert libre (3 ans)    | Inter Milan            | Serie A          |
| Tahith Chong              | Pays-Bas    | Milieu    | Prêt sans OA (1 an)        | Werder Brême           | Bundesliga       |
| Joel Pereira              | Portugal    | Gardien   | Prêt sans OA (1 an)        | Huddersfield Town      | Championship     |
| James Garner              | Angleterre  | Milieu    | Prêt sans OA (1 an)        | Watford FC             | Championship     |
| Andreas Pereira           | Brésil      | Milieu    | Prêt sans OA (1 an)        | SS Lazio               | Serie A          |
| Angel Gomes               | Angleterre  | Milieu    | Fin de contrat             | LOSC Lille             | Ligue 1          |
| Cameron Borthwick-Jackson | Angleterre  | Défenseur | Fin de contrat             | Oldham Athletic AFC    | League Two       |

### Transferts hivernaux
| Nom                 | Nationalité   | Poste     | Transfert                   | Provenance/Destination | Division             |
| ------------------- | ------------- | --------- | --------------------------- | ---------------------- | -------------------- |
| Arrivées            |               |           |                             |                        |                      |
| Amad Diallo         | Côte d'Ivoire | Attaquant | Transfert (25 M€) (5 ans),  | Atalanta Bergame       | Serie A              |
| Teden Mengi         | Angleterre    | Défenseur | Retour de prêt              | Derby County           | Championship         |
| Départs             |               |           |                             |                        |                      |
| Timothy Fosu-Mensah | Angleterre    | Milieu    | Transfert (1.70 M€) (3 ans) | Bayer Leverkusen       | Bundesliga           |
| Marcos Rojo         | Argentine     | Défenseur | Transfert                   | Boca Juniors           | Primera División     |
| Tahith Chong        | Pays-Bas      | Milieu    | Prêt (6 mois)               | Club Bruges KV         | Jupiler Pro League   |
| James Garner        | Angleterre    | Milieu    | Prêt (6 mois)               | Nottingham Forest      | Championship         |
| Jesse Lingard       | Angleterre    | Milieu    | Prêt (6 mois)               | West Ham United        | Premier League       |
| Teden Mengi         | Angleterre    | Défenseur | Prêt (6 mois)               | Derby County           | Championship         |
| Facundo Pellistri   | Uruguay       | Attaquant | Prêt (6 mois)               | Deportivo Alavés       | LaLiga Santander     |
| Odion Ighalo        | Nigeria       | Attaquant | Retour de prêt              | Shanghai Shenhua       | Chinese Super League |

## Compétitions
| Premier League      | FA Cup                                   | League Cup                                | Ligue des champions            | Ligue Europa                                  |
| ------------------- | ---------------------------------------- | ----------------------------------------- | ------------------------------ | --------------------------------------------- |
| 2e places 74 points | 1/4 finale Face à Leicester City (3 - 1) | 1/2 finale Face à Manchester City (0 - 2) | Phase de Groupe 3e du Groupe H | Finale Face à Villarreal CF (1 - 1) (11 - 10) |
| 21V 11N 6D          | 3V 0N 1D                                 | 3V 0N 1D                                  | 3V 0N 3D                       | 5V 3N 1D                                      |
| TOTAL : 35V 14N 12D |                                          |                                           |                                |                                               |

### Classement
| Rang | Équipe            | Pts | J  | G  | N  | P  | Bp | Bc | Diff | Qualification ou relégation                                      |
| ---- | ----------------- | --- | -- | -- | -- | -- | -- | -- | ---- | ---------------------------------------------------------------- |
| 1    | Manchester City L | 86  | 38 | 27 | 5  | 6  | 83 | 32 | +51  | Qualification pour la phase de groupes de la Ligue des champions |
| 2    | Manchester United | 74  | 38 | 21 | 11 | 6  | 73 | 44 | +29  | Qualification pour la phase de groupes de la Ligue des champions |
| 3    | Liverpool FC T    | 69  | 38 | 20 | 9  | 9  | 68 | 42 | +26  | Qualification pour la phase de groupes de la Ligue des champions |
| 4    | Chelsea FC        | 67  | 38 | 19 | 10 | 9  | 58 | 36 | +22  | Qualification pour la phase de groupes de la Ligue des champions |
| 5    | Leicester City C  | 66  | 38 | 20 | 6  | 12 | 68 | 50 | +18  | Qualification pour la phase de groupes de la Ligue Europa        |

#### Évolution du classement et des résultats
Nota : l'ordre des journées est celui dans lequel elles ont été jouées. La place au classement est celle à l'issue du week-end ou du milieu de semaine.
| Journée   | 2  | 3  | 4  | 5  | 6  | 7  | 8  | 9  | 10 | 11 | 12 | 13 | 14 | 15 | 16 | 17 | 1 | 19 | 18 | 20 | 21 | 22 | 23 | 24 | 25 | 26 | 29 | 27 | 28 | 30 | 31 | 32 | 33 | 35 | 36 | 34 | 37 | 38 |
| --------- | -- | -- | -- | -- | -- | -- | -- | -- | -- | -- | -- | -- | -- | -- | -- | -- | - | -- | -- | -- | -- | -- | -- | -- | -- | -- | -- | -- | -- | -- | -- | -- | -- | -- | -- | -- | -- | -- |
| Résultats | D  | V  | D  | V  | N  | D  | V  | V  | V  | V  | N  | V  | V  | N  | V  | V  | V | N  | V  | D  | N  | V  | N  | N  | V  | N  | N  | V  | V  | V  | V  | V  | N  | V  | D  | D  | N  | V  |
| Place     | 15 | 15 | 16 | 15 | 15 | 16 | 15 | 10 | 9  | 6  | 8  | 6  | 3  | 4  | 2  | 2  | 1 | 1  | 1  | 2  | 2  | 2  | 2  | 2  | 2  | 2  | 2  | 2  | 2  | 2  | 2  | 2  | 2  | 2  | 2  | 2  | 2  | 2  |

### Ligue des Champions
| Rang | Équipe              | Pts | J | G | N | P | Bp | Bc | Diff |  | Résultats (▼ dom., ► ext.) |     |     |     |     |
| ---- | ------------------- | --- | - | - | - | - | -- | -- | ---- |  | -------------------------- | --- | --- | --- | --- |
| 1    | Paris Saint-Germain | 12  | 6 | 4 | 0 | 2 | 13 | 6  | +7   |  | Paris Saint-Germain        |     | 1-0 | 1-2 | 5-1 |
| 2    | RB Leipzig          | 12  | 6 | 4 | 0 | 2 | 11 | 12 | -1   |  | RB Leipzig                 | 2-1 |     | 3-2 | 2-0 |
| 3    | Manchester United   | 9   | 6 | 3 | 0 | 3 | 15 | 10 | +5   |  | Manchester United          | 1-3 | 5-0 |     | 4-1 |
| 4    | İstanbul Başakşehir | 3   | 6 | 1 | 0 | 5 | 7  | 18 | -11  |  | İstanbul Başakşehir        | 0-2 | 3-4 | 2-1 |     |

### Statistiques collectives
| Compétition         | Débute au tour           | Termine              | Matches joués | Gagnés | Nuls | Perdus | Buts pour | Buts contre | Différence |
| ------------------- | ------------------------ | -------------------- | ------------- | ------ | ---- | ------ | --------- | ----------- | ---------- |
| Premier League      | -                        | 2e                   | 38            | 21     | 10   | 7      | 73        | 44          | 29         |
| Coupe d'Angleterre  | 3e tour (1/32 de finale) | Demi-finales         | 4             | 3      | 0    | 1      | 6         | 5           | +1         |
| Coupe de la Ligue   | 1/16 de finale           | Demi-finales         | 4             | 3      | 0    | 1      | 8         | 2           | +6         |
| Ligue des Champions | Phase de groupe          | Phase de groupe (3e) | 6             | 3      | 0    | 3      | 15        | 10          | +5         |
| Ligue Europa        | 1/16 de finale           | Finaliste            | 9             | 5      | 3    | 1      | 19        | 7           | +12        |
| Total               | Total                    | Total                | 61            | 35     | 13   | 13     | 121       | 68          | +53        |

### Statistiques individuelles
Mis à jour le 26 mai 2021
| N  | P | Nat.           | Nom                 | Premier League | Premier League | Premier League | FA Cup | FA Cup      | FA Cup         | League Cup | League Cup  | League Cup     | Ligue des Champions | Ligue des Champions | Ligue des Champions | Ligue Europa | Ligue Europa | Ligue Europa   | Total | Total       | Total          |
| N  | P | Nat.           | Nom                 | MJ             | But inscrit    | Passe décisive | MJ     | But inscrit | Passe décisive | MJ         | But inscrit | Passe décisive | MJ                  | But inscrit         | Passe décisive      | MJ           | But inscrit  | Passe décisive | MJ    | But inscrit | Passe décisive |
| -- | - | -------------- | ------------------- | -------------- | -------------- | -------------- | ------ | ----------- | -------------- | ---------- | ----------- | -------------- | ------------------- | ------------------- | ------------------- | ------------ | ------------ | -------------- | ----- | ----------- | -------------- |
| 1  | G | Espagne        | David de Gea        | 26             | 0              | 0              | 0      | 0           | 0              | 0          | 0           | 0              | 5                   | 0                   | 0                   | 5            | 0            | 0              | 35    | 0           | 0              |
| 13 | G | Angleterre     | Lee Grant           | 0              | 0              | 0              | 0      | 0           | 0              | 0          | 0           | 0              | 0                   | 0                   | 0                   | 0            | 0            | 0              | 0     | 0           | 0              |
| 22 | G | Argentine      | Sergio Romero       | 0              | 0              | 0              | 0      | 0           | 0              | 0          | 0           | 0              | 0                   | 0                   | 0                   | 0            | 0            | 0              | 0     | 0           | 0              |
| 26 | G | Angleterre     | Dean Henderson      | 13             | 0              | 0              | 4      | 0           | 0              | 4          | 0           | 0              | 1                   | 0                   | 0                   | 4            | 0            | 0              | 26    | 0           | 0              |
| 2  | D | Suède          | Victor Lindelöf     | 29             | 1              | 1              | 3      | 0           | 0              | 2          | 0           | 0              | 5                   | 0                   | 0                   | 6            | 0            | 1              | 45    | 1           | 2              |
| 3  | D | Côte d'Ivoire  | Éric Bailly         | 12             | 0              | 0              | 1      | 0           | 0              | 3          | 0           | 0              | 0                   | 0                   | 0                   | 5            | 0            | 1              | 21    | 0           | 1              |
| 4  | D | Angleterre     | Phil Jones          | 0              | 0              | 0              | 0      | 0           | 0              | 0          | 0           | 0              | 0                   | 0                   | 0                   | 0            | 0            | 0              | 0     | 0           | 0              |
| 5  | D | Angleterre     | Harry Maguire       | 34             | 2              | 1              | 4      | 0           | 0              | 3          | 0           | 0              | 5                   | 0                   | 0                   | 6            | 0            | 0              | 52    | 2           | 1              |
| 23 | D | Angleterre     | Luke Shaw           | 32             | 1              | 5              | 3      | 0           | 0              | 2          | 0           | 0              | 4                   | 0                   | 1                   | 6            | 0            | 0              | 47    | 1           | 6              |
| 27 | D | Brésil         | Alex Telles         | 9              | 0              | 2              | 3      | 0           | 1              | 1          | 0           | 0              | 4                   | 0                   | 0                   | 7            | 0            | 0              | 24    | 0           | 3              |
| 29 | D | Angleterre     | Aaron Wan-Bissaka   | 34             | 2              | 4              | 3      | 0           | 0              | 2          | 0           | 0              | 6                   | 0                   | 1                   | 9            | 0            | 0              | 54    | 2           | 5              |
| 33 | D | Angleterre     | Brandon Williams    | 4              | 0              | 0              | 2      | 0           | 0              | 2          | 0           | 0              | 2                   | 0                   | 0                   | 4            | 0            | 0              | 14    | 0           | 0              |
| 38 | D | Angleterre     | Axel Tuanzebe       | 9              | 0              | 0              | 1      | 0           | 0              | 1          | 0           | 0              | 5                   | 0                   | 0                   | 3            | 0            | 0              | 19    | 0           | 0              |
| 48 | D | Angleterre     | William Fish        | 1              | 0              | 0              | 0      | 0           | 0              | 0          | 0           | 0              | 0                   | 0                   | 0                   | 0            | 0            | 0              | 1     | 0           | 0              |
| -  | D | Argentine      | Marcos Rojo         | 0              | 0              | 0              | 0      | 0           | 0              | 0          | 0           | 0              | 0                   | 0                   | 0                   | 0            | 0            | 0              | 0     | 0           | 0              |
| -  | D | Portugal       | Diogo Dalot         | 0              | 0              | 0              | 0      | 0           | 0              | 1          | 0           | 0              | 0                   | 0                   | 0                   | 0            | 0            | 0              | 1     | 0           | 0              |
| -  | D | Pays-Bas       | Timothy Fosu-Mensah | 1              | 0              | 0              | 0      | 0           | 0              | 0          | 0           | 0              | 2                   | 0                   | 0                   | 0            | 0            | 0              | 3     | 0           | 0              |
| 6  | M | France         | Paul Pogba          | 26             | 3              | 3              | 2      | 0           | 1              | 3          | 1           | 0              | 5                   | 0                   | 2                   | 6            | 2            | 1              | 42    | 6           | 7              |
| 8  | M | Espagne        | Juan Mata           | 9              | 1              | 2              | 1      | 0           | 0              | 2          | 2           | 1              | 1                   | 0                   | 0                   | 5            | 0            | 0              | 18    | 3           | 3              |
| 17 | M | Brésil         | Fred                | 30             | 1              | 0              | 3      | 0           | 0              | 3          | 0           | 0              | 4                   | 0                   | 0                   | 8            | 0            | 2              | 48    | 1           | 2              |
| 18 | M | Portugal       | Bruno Fernandes     | 37             | 18             | 11             | 3      | 1           | 0              | 3          | 0           | 1              | 6                   | 4                   | 2                   | 9            | 5            | 4              | 58    | 28          | 18             |
| 21 | M | Pays de Galles | Daniel James        | 15             | 3              | 1              | 1      | 0           | 0              | 1          | 0           | 0              | 2                   | 1                   | 0                   | 7            | 1            | 1              | 26    | 5           | 2              |
| 31 | M | Serbie         | Nemanja Matić       | 20             | 0              | 0              | 3      | 0           | 0              | 2          | 0           | 0              | 4                   | 0                   | 0                   | 7            | 0            | 0              | 36    | 0           | 0              |
| 34 | M | Pays-Bas       | Donny van de Beek   | 19             | 1              | 1              | 4      | 0           | 0              | 4          | 0           | 1              | 6                   | 0                   | 0                   | 3            | 0            | 0              | 36    | 1           | 2              |
| 39 | M | Écosse         | Scott McTominay     | 32             | 4              | 1              | 4      | 2           | 0              | 2          | 1           | 0              | 5                   | 0                   | 0                   | 6            | 0            | 0              | 49    | 7           | 1              |
| 46 | M | France         | Hannibal Mejbri     | 1              | 0              | 0              | 0      | 0           | 0              | 0          | 0           | 0              | 0                   | 0                   | 0                   | 0            | 0            | 0              | 1     | 0           | 0              |
| 54 | M | Suède          | Anthony Elanga      | 2              | 1              | 0              | 0      | 0           | 0              | 0          | 0           | 0              | 0                   | 0                   | 0                   | 0            | 0            | 0              | 2     | 1           | 0              |
| -  | M | Angleterre     | Jesse Lingard       | 0              | 0              | 0              | 1      | 0           | 0              | 2          | 0           | 0              | 0                   | 0                   | 0                   | 0            | 0            | 0              | 3     | 0           | 0              |
| 7  | A | Uruguay        | Edinson Cavani      | 26             | 10             | 3              | 3      | 0           | 0              | 1          | 1           | 0              | 4                   | 0                   | 0                   | 5            | 5            | 2              | 39    | 16          | 5              |
| 9  | A | France         | Anthony Martial     | 22             | 4              | 3              | 4      | 0           | 0              | 2          | 1           | 1              | 5                   | 2                   | 1                   | 3            | 0            | 0              | 36    | 7           | 5              |
| 10 | A | Angleterre     | Marcus Rashford     | 37             | 11             | 9              | 3      | 1           | 2              | 4          | 1           | 1              | 6                   | 6                   | 0                   | 7            | 2            | 0              | 57    | 21          | 12             |
| 11 | A | Angleterre     | Mason Greenwood     | 31             | 7              | 2              | 4      | 2           | 1              | 3          | 1           | 1              | 5                   | 1                   | 1                   | 9            | 1            | 0              | 52    | 12          | 5              |
| 19 | A | Côte d'Ivoire  | Amad Diallo         | 3              | 0              | 1              | 1      | 0           | 0              | 0          | 0           | 0              | 0                   | 0                   | 0                   | 4            | 1            | 0              | 8     | 1           | 1              |
| 74 | A | Angleterre     | Shola Shoretire     | 2              | 0              | 0              | 0      | 0           | 0              | 0          | 0           | 0              | 0                   | 0                   | 0                   | 1            | 0            | 0              | 3     | 0           | 0              |
| -  | A | Nigeria        | Odion Ighalo        | 1              | 0              | 0              | 0      | 0           | 0              | 2          | 0           | 0              | 1                   | 0                   | 0                   | 0            | 0            | 0              | 4     | 0           | 0              |
| -  | A | Uruguay        | Facundo Pellistri   | 0              | 0              | 0              | 0      | 0           | 0              | 0          | 0           | 0              | 0                   | 0                   | 0                   | 0            | 0            | 0              | 0     | 0           | 0              |

### Discipline
| N  | P | Nat.           | Nom                 | Premier League | Premier League | FA Cup | FA Cup       | League Cup | League Cup   | Ligue des Champions | Ligue des Champions | Ligue Europa | Ligue Europa | Total  | Total        |
| N  | P | Nat.           | Nom                 | Averti         | Carton rouge   | Averti | Carton rouge | Averti     | Carton rouge | Averti              | Carton rouge        | Averti       | Carton rouge | Averti | Carton rouge |
| -- | - | -------------- | ------------------- | -------------- | -------------- | ------ | ------------ | ---------- | ------------ | ------------------- | ------------------- | ------------ | ------------ | ------ | ------------ |
| 1  | G | Espagne        | David de Gea        | 0              | 0              | 0      | 0            | 0          | 0            | 0                   | 0                   | 0            | 0            | 0      | 0            |
| 13 | G | Angleterre     | Lee Grant           | 0              | 0              | 0      | 0            | 0          | 0            | 0                   | 0                   | 0            | 0            | 0      | 0            |
| 22 | G | Argentine      | Sergio Romero       | 0              | 0              | 0      | 0            | 0          | 0            | 0                   | 0                   | 0            | 0            | 0      | 0            |
| 26 | G | Angleterre     | Dean Henderson      | 3              | 0              | 0      | 0            | 0          | 0            | 0                   | 0                   | 0            | 0            | 3      | 0            |
| 2  | D | Suède          | Victor Lindelöf     | 0              | 0              | 1      | 0            | 1          | 0            | 1                   | 0                   | 1            | 0            | 4      | 0            |
| 3  | D | Côte d'Ivoire  | Éric Bailly         | 3              | 0              | 0      | 0            | 0          | 0            | 0                   | 0                   | 1            | 0            | 4      | 0            |
| 4  | D | Angleterre     | Phil Jones          | 0              | 0              | 0      | 0            | 0          | 0            | 0                   | 0                   | 0            | 0            | 0      | 0            |
| 5  | D | Angleterre     | Harry Maguire       | 11             | 0              | 1      | 0            | 0          | 0            | 2                   | 0                   | 1            | 0            | 15     | 0            |
| 23 | D | Angleterre     | Luke Shaw           | 7              | 0              | 0      | 0            | 1          | 0            | 1                   | 0                   | 2            | 0            | 11     | 0            |
| 27 | D | Brésil         | Alex Telles         | 0              | 0              | 1      | 0            | 0          | 0            | 0                   | 0                   | 0            | 0            | 1      | 0            |
| 29 | D | Angleterre     | Aaron Wan-Bissaka   | 3              | 0              | 0      | 0            | 0          | 0            | 0                   | 0                   | 1            | 0            | 4      | 0            |
| 33 | D | Angleterre     | Brandon Williams    | 0              | 0              | 0      | 0            | 1          | 0            | 1                   | 0                   | 1            | 0            | 3      | 0            |
| 38 | D | Angleterre     | Axel Tuanzebe       | 2              | 0              | 1      | 0            | 2          | 0            | 3                   | 0                   | 0            | 0            | 8      | 0            |
| -  | D | Argentine      | Marcos Rojo         | 0              | 0              | 0      | 0            | 0          | 0            | 0                   | 0                   | 0            | 0            | 0      | 0            |
| -  | D | Portugal       | Diogo Dalot         | 0              | 0              | 0      | 0            | 0          | 0            | 0                   | 0                   | 0            | 0            | 0      | 0            |
| -  | D | Pays-Bas       | Timothy Fosu-Mensah | 1              | 0              | 0      | 0            | 0          | 0            | 0                   | 0                   | 0            | 0            | 1      | 0            |
| 6  | M | France         | Paul Pogba          | 3              | 0              | 1      | 0            | 1          | 0            | 0                   | 0                   | 3            | 0            | 8      | 0            |
| 8  | M | Espagne        | Juan Mata           | 0              | 0              | 0      | 0            | 0          | 0            | 0                   | 0                   | 0            | 0            | 0      | 0            |
| 17 | M | Brésil         | Fred                | 5              | 0              | 0      | 0            | 1          | 0            | 2                   | 1                   | 1            | 0            | 9      | 1            |
| 18 | M | Portugal       | Bruno Fernandes     | 6              | 0              | 0      | 0            | 0          | 0            | 1                   | 0                   | 0            | 0            | 7      | 0            |
| 21 | M | Pays de Galles | Daniel James        | 3              | 0              | 0      | 0            | 0          | 0            | 0                   | 0                   | 0            | 0            | 3      | 0            |
| 31 | M | Serbie         | Nemanja Matić       | 2              | 0              | 0      | 0            | 0          | 0            | 1                   | 0                   | 1            | 0            | 4      | 0            |
| 34 | M | Pays-Bas       | Donny van de Beek   | 1              | 0              | 0      | 0            | 0          | 0            | 0                   | 0                   | 0            | 0            | 1      | 0            |
| 39 | M | Écosse         | Scott McTominay     | 3              | 0              | 1      | 0            | 0          | 0            | 1                   | 0                   | 2            | 0            | 7      | 0            |
| -  | M | Angleterre     | Jesse Lingard       | 0              | 0              | 0      | 0            | 0          | 0            | 0                   | 0                   | 0            | 0            | 0      | 0            |
| 7  | A | Uruguay        | Edinson Cavani      | 4              | 0              | 0      | 0            | 0          | 0            | 0                   | 0                   | 1            | 0            | 5      | 0            |
| 9  | A | France         | Anthony Martial     | 0              | 1              | 0      | 0            | 1          | 0            | 0                   | 0                   | 0            | 0            | 1      | 1            |
| 10 | A | Angleterre     | Marcus Rashford     | 4              | 0              | 0      | 0            | 0          | 0            | 0                   | 0                   | 0            | 0            | 4      | 0            |
| 11 | A | Angleterre     | Mason Greenwood     | 2              | 0              | 0      | 0            | 0          | 0            | 0                   | 0                   | 0            | 0            | 2      | 0            |
| 19 | A | Côte d'Ivoire  | Amad Diallo         | 0              | 0              | 0      | 0            | 0          | 0            | 0                   | 0                   | 0            | 0            | 0      | 0            |
| -  | A | Nigeria        | Odion Ighalo        | 0              | 0              | 0      | 0            | 0          | 0            | 0                   | 0                   | 0            | 0            | 0      | 0            |
| -  | A | Uruguay        | Facundo Pellistri   | 0              | 0              | 0      | 0            | 0          | 0            | 0                   | 0                   | 0            | 0            | 0      | 0            |

### Récompenses et distinctions
Chaque mois, les internautes votent sur le site du club pour élire, parmi plusieurs propositions, le meilleur joueur de l'équipe.
| Mois      | Premier         | %    | Deuxième          | %    | Troisième       | %    |
| --------- | --------------- | ---- | ----------------- | ---- | --------------- | ---- |
| Septembre | Juan Mata       | 53 % | Donny van de Beek | 28 % | Marcus Rashford | 19 % |
| Octobre   | Marcus Rashford | ?    | Fred              | ?    | Bruno Fernandes | ?    |
| Novembre  | Bruno Fernandes | ?    | Fred              | ?    | Harry Maguire   | ?    |
| Décembre  | Bruno Fernandes | 56 % | Marcus Rashford   | 31 % | Fred            | 13 % |
| Janvier   | Paul Pogba      | 55 % | Luke Shaw         | 41 % | Harry Maguire   | 4 %  |
| Février   | Luke Shaw       | 37 % | Daniel James      | 28 % | Bruno Fernandes | 24 % |
| Avril     | Edinson Cavani  | ?    | Mason Greenwood   | ?    | Victor Lindelöf | ?    |

- Joueur de l'année (trophée Sir Matt Busby) :  Bruno Fernandes[30]
- Joueur de l'année selon les joueurs :  Luke Shaw[31]
- Plus beau but de la saison :  Bruno Fernandes (Everton FC)
- Joueur(s) élu(s) joueur du mois en Premier League : Bruno Fernandes (Novembre 2020, Décembre 2020)
- Membre(s) du club dans l'équipe-type de la saison en Premier League :